# 浙江大学药学院
浙江大学药学院是浙江大学医学部的一个学院，成立于1999年。现设2个学系、5个研究所、药学实验教学中心和1个国家药监局药物安全性评价中心（GLP）。

## 历史
国立浙江大学1944年成立的药学系是中国最早创办的高等药学教育院系之一，为中国现代药学的发展培养了大量专业人才。先后在药学院学习和任教的人物有中国药学会创始人之一的赵橘黄及於达望、张辅忠、曾广方、陈璞等中国药学会7届理事长，以及黄鸣龙、楼之岑、陈耀祖、池志强、金国章、洪孟民、李连达等8位院士。
药学院1947年开始招收本科生，1978年开始招收硕士生，2001年开始招收博士生。历年来共培养各专业毕业生4500余名。

## 现状
目前学院有药学、药物制剂、中药学3个本科专业，设药学、中药学2个一级学科及下属7个二级学科。拥有药学一级学科博士学位授权点、中药学一级学科硕士学位授权点，招收药学、中药学专业的硕士研究生，药物分析学、药理学、药物化学、药剂学4个专业的博士研究生。
药物分析学是国家重点培育学科，药物分析学和药理学是浙江省重点学科。
药学院现有教职工135人，其中教学科研人员54人（正高级职称24人、副高职称24人），2名国家杰出青年基金获得者、3名浙江大学求是特聘教授、1名国家百千万人才工程、6名教育部新世纪人才、2名全国优秀教师。

## 科研
- 全军特种损伤防治药物重点实验室
- 浙江省小分子药物研发关键技术创新团队
- 浙江大学-巴黎高等师范学校药物化学联合实验室
- 浙江大学药学院-伦敦国王学院联合实验室
- 8个校企合作药物研发中心[1]

学院历年来共研制30余个各类新药，其中2个新药3个品种被收入《中国药典》。“中药质量计算分析技术及其在参麦注射液工业生产中的应用”获2004年度国家科学技术进步奖二等奖。近十年来学院共获得27项国家级和省部级科技奖励，承担国家“十一五”重大科技专项重大新药创制 “临床前药物代谢动力学技术平台”、“抗恶性肿瘤、心脑血管病和神经精神系统疾病新药临床前药效学评价技术平台”、“中药药效物质基础及物质资源库研究关键技术”、国家自然科学基金、973、863重点项目。